# Aerostars Airlines
L'Aerostars Airlines o Airstars Airlines (in russo: Авиакомпания «Аэростарз») era una compagnia aerea russa con base tecnica all'Aeroporto di Mosca-Domodedovo (UUDD), in Russia europea.

## Strategia
La compagnia aerea operava i voli cargo con gli aerei Ilyushin Il-76TD, Ilyushin Il-96-300.
Inoltre, la compagnia aerea operava i voli passeggeri con gli aerei Tupolev Tu-214 impiegati nei voli charter turistici dalla Russia verso i paesi dell'Europa occidentale, Africa settentrionale, Medio Oriente col'hub all'aeroporto di Mosca-Vnukovo.
L'Aerostars Airlines aveva base tecnica all'Aeroporto di Mosca-Domodedovo, nell'Oblast' di Mosca, in Russia europea.
Nel 2010 gli aerei della russa Aerostars Airlines hanno trasportato 9,400 t di merce, il +5,7% in più rispetto al 2009. La compagnia aerea si piazzò al nono posto tra le compagnie aeree cargo russe.
Nell'ottobre 2011 l'Ente dell'aviazione civile della Russia Rosaviacia ha annullato la licenza di trasporto merci della compagnia cargo in seguito a mancati controlli e non adeguata manutenzione degli aerei Ilyuhin Il-76 nel periodo 2010-2011.

## Flotta storica
Cargo
- Antonov An-12
- Ilyushin Il-76TD
- Ilyushin Il-96-300
- Ilyushin Il-62

Corto raggio
- British Aerospace BAe 125-700

Medio raggio
- Tupolev Tu-214

La compagnia aerea russa disponeva di una rete logistica intermodale e di camion di proprietà per il trasporto dall'aeroporto alla destinazione anche a terra.

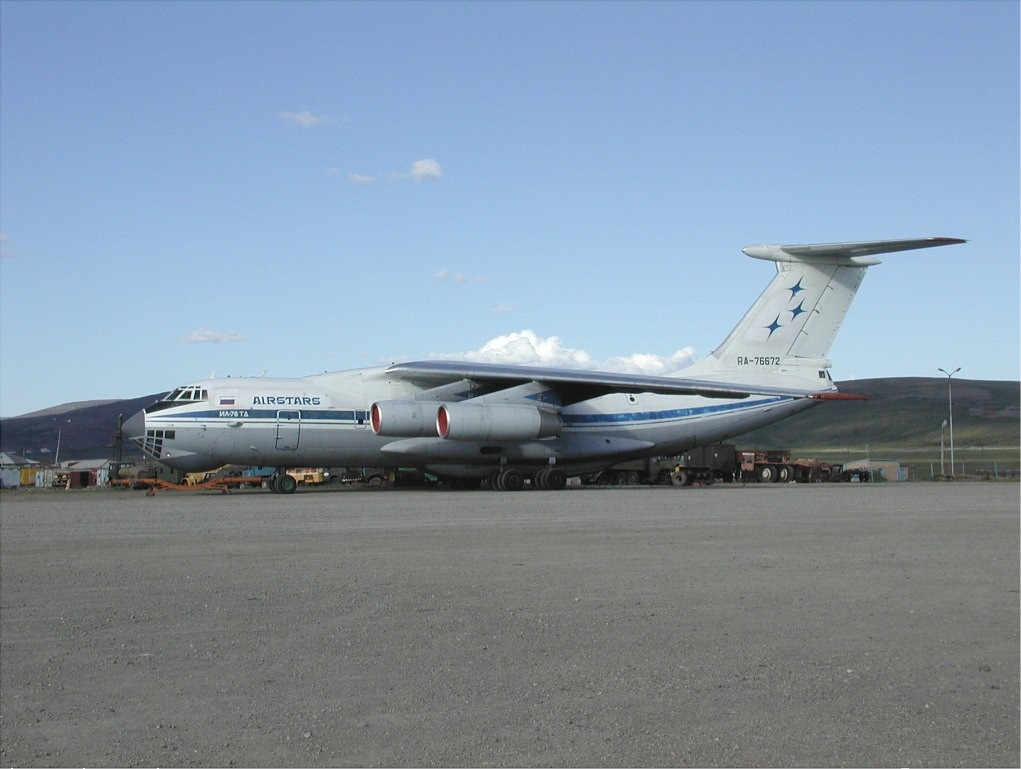
Ilyushin Il-76TD nella livrea della Aerostars Airlines.